# Roshan
Roshan (egentligen Telecom Development Company Afghanistan Ltd) är en afghansk teleoperatör. Företaget ägs av AKFED (51%), Monaco Telecom International och TeliaSonera. Företaget sysselsätter omkring femhundra anställda, och är ett av de ledande på den afghanska marknaden. 
I februari 2008 hotade Talibanerna företaget tillsammands med landets tre andra teleoperatörer om att de skulle angripa deras master och kontor om de inte stängde av trafiken mellan klockan 17 och 07. Anledningen är att talibanerna anser att de amerikanska och andra utländska styrkorna använder mobilnäten till att försöka spåra deras terroristverksamhet.